# GSM Europe
GSM Europe är den europeiska grenen av den globala intresseorganisationen GSM Association. GSM Europe representerar cirka 100 teleoperatörer i Europa, vilka betjänar cirka 600 miljoner abonnenter.